# Lijst van burgemeesters van Bertem
Hieronder volgt de lijst van burgemeesters van Bertem. 

## Gemeente Bertem
- in 1561: Loomans (als 'meyer')
- in 1605: Cornelis Cuestermans (als 'mayer')
- in 1619: Dierick Duemps (als 'meyer')
- in 1643: Peter De Pauw (als 'meyer')
- in 1664: Peter Stroobants (als 'pretor')
- in 1675: Jeroom vander Schrieck (als meier)
- voor 1704: Guilielmus De Pauw (als 'pretor') en zijn kleinzoon Willem De Pauw (als meier)
- in 1730-6: Engelbert Van Billoen (als meier)

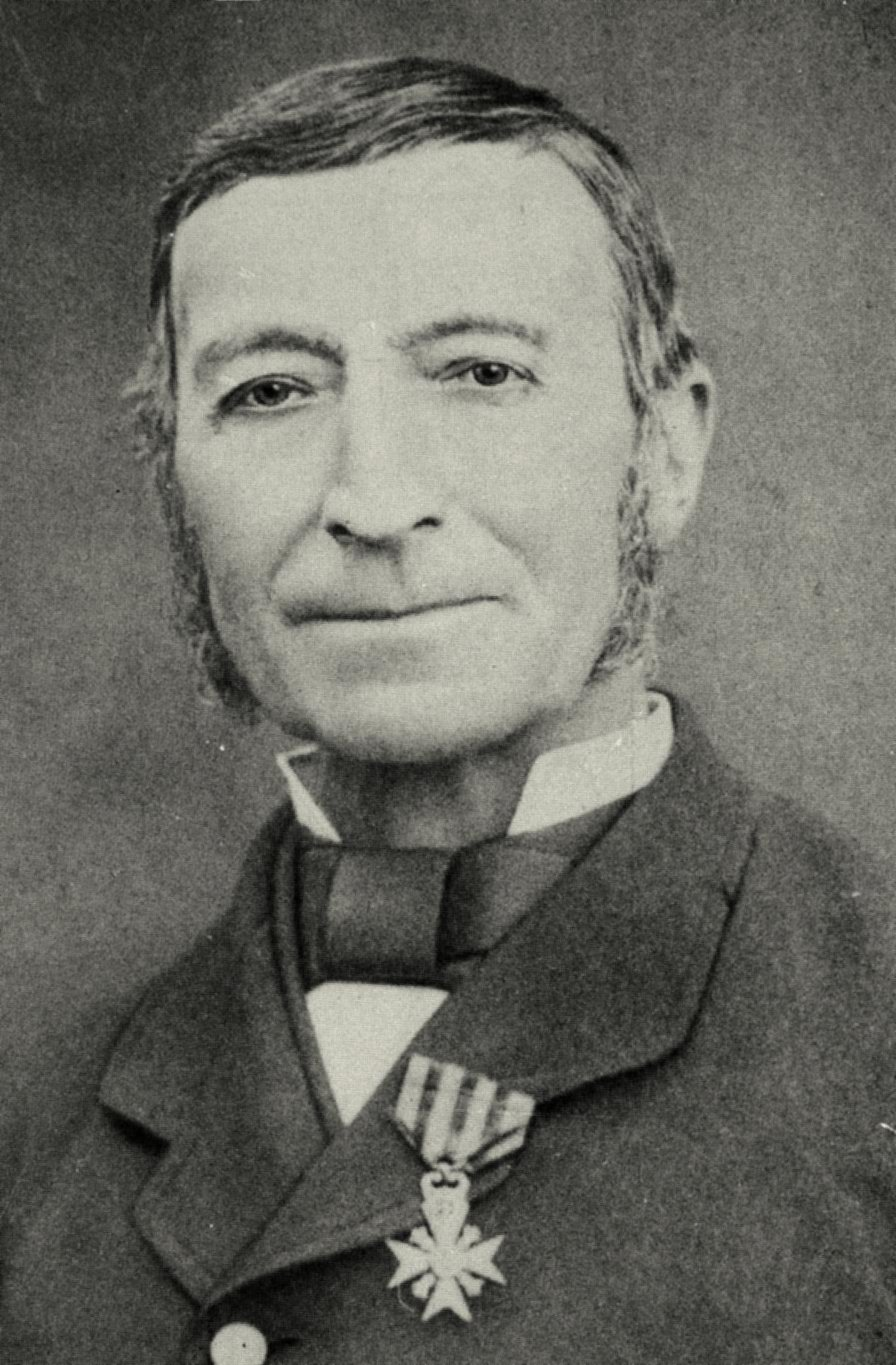
Jan-Frans De Bontridder

- in 1790: J.D. Bisschop (als 'mayer')
- 1796 - 1799?: Engelbert Bastets (als 'agent municipal')
- 1800 - 1830: Philippe Stroobants (als 'maire')
- 1830 - 1831: Jan-Frans Forneville
- 1831 - 1833: Petrus Van Meerbeeck
- 1833 - 1836: Philippus Neerdaels
- 1836 - 1842: Guilielmus Jacobus Van Hamme
- 1843 - 1895: Jan-Frans De Bontridder ('sis'[1] )
- 1896 - 1903: Philippe Dewals (liberaal)
- 1904 - 1921: Guillaume Dewals (1855-1940) (liberaal)
- 1921 - 1930: Raymond Hendrickx ('sis')
- 1930 - 1933: Lambert Van Hamme ('sis')
- 1933 - 1938: Guillaume Dewals (liberaal)
- 1939 - 1942: Jozef Van Geel (liberaal)
- 1942 - 1944: Jules Van Cortenberg (VNV)
- 1944 - 1946: Jozef Van Geel (liberaal)
- 1947 - 1976: Domien Olenaed (1899-1985) (4 Eemskinderen/Gemeentebelangen - liberaal)

## Fusiegemeente Bertem
De fusiegemeente Bertem omvat Bertem, Korbeek-Dijle en Leefdaal.
- 1977 - 1982: Roger Peeters (1933-2008) (BSP)
- 1983 - 1988: Guillaume Erven (LCD)
- 1989 - 2003: Victor Bertels (1933-2014) (PVV en Gemeentebelangen-VLD)
- 2003 - 2015: Albert Mees (1955) (Gemeentebelangen-Open Vld)
- 2015 - heden: Joël Vander Elst (1967) (Gemeentebelangen-Open Vld)

Brussels Hoofdstedelijk Gewest:
Anderlecht · 
Brussel

Vlaanderen:
Aalst · 
Aarschot · 
Antwerpen · 
 Asse · 
Beernem · 
Bertem · 
Blankenberge · 
Brugge · 
Damme · 
De Haan · 
De Panne · 
Deerlijk · 
Deinze · 
Eeklo · 
Evergem · 
Galmaarden · 
Geraardsbergen · 
Gent · 
Halle · 
Hasselt · 
Herent · 
Herk-de-Stad · 
Herzele · 
Heusden-Zolder · 
Houthalen-Helchteren · 
Ichtegem · 
Kaprijke · 
Knokke-Heist · 
Kortemark · 
Kortenberg · 
Kortrijk · 
Leuven · 
Lichtervelde · 
Lievegem · 
Lokeren · 
Maldegem · 
Mechelen · 
Moerbeke-Waas · 
Ninove · 
Oostende · 
Oostkamp · 
Poperinge · 
Roeselare · 
Ronse · 
Sint-Lievens-Houtem · 
Sint-Niklaas · 
Sint-Truiden · 
Temse · 
Tielt · 
Tienen · 
Tongeren · 
Torhout · 
Veurne · 
Waregem · 
Wellen · 
Wetteren · 
Wichelen · 
Zaventem · 
Zedelgem · 
Zele · 
Zonhoven · 
Zottegem

Wallonië: 
Charleroi · 
's-Gravenbrakel · 
Morlanwelz · 
Ophain-Bois-Seigneur-Isaac